# Mar (títol)
Mar, en arameu oriental (siríac classic: ܡܪܝ, Mār(y), escrit amb una iod final silenciosa; judeoarameu babiloni: מָר, Mār) o Mor, en arameu occidental, és una mot arameu que significa ‘senyor’, amb les formes Marth i Morth per al femení, ‘senyora’ (siríac: ܡܪܬܝ, Mārt(y)), i que s'empra com a tractament de reverència.

## En el cristianisme
En el cristianisme siríac és un tractament de reverència que s'empra abans del nom de baptisme. S'usa, en primer lloc, per a referir-se als sants; així, per exemple, Mar Aprem/Mor Afrem per a referir-se a Efraïm de Síria o Marth/Morth Maryam per referir-se a Maria, mare de Jesús.
El tractament també s'utilitza en lloc de «Monsenyor», abans del nom de religió que prenen els bisbes, inclosos els bisbes metropolitans i els arquebisbes. Tot i que també s'empra per referir-se al catolicós i a altres primats, aquests normalment reben el tractament de Maran Mar/Moran Mor, on Maran o Moran (siríac: ܡܪܢ, Māran) significa ‘Nostre Senyor’. Així mateix, el patriarca ortodox siríac d'Antioquia i catolicós jacobita siríac també poden rebre el títol d'Aboon Mor, on Aboon significa ‘nostre pare’. Tot i que és habitual mantenir la concordança dialectal, alguns prelats de les esglésies siromalabar empren l'híbrid Moran Mar, que combina les dues pronunciacions, oriental i occidental. Finalment, els cristians de Sant Tomàs anomenen al Papa Marpāpa, que pot considerar-se una adaptació del tractament de Sant Pare.
De fet, Maran / Moran és també un títol particular donat a Jesús, ja sigui sol o en combinació amb altres noms i títols. De la mateixa manera, Martan / Mortan (siríac: ܡܪܬܢ, Mārtan, ‘Nostra Senyora’) és un títol de Maria, mare de Jesús.
Mar/Mor és, de fet, una forma abreujada de Marya/Moryo (siríac: ܡܪܝܐ, Māryā), que seria la forma determinada plena, i que en el cristianisme siríac s'utilitza per a referir-se a Déu. Marya s'utilitza, així, a l'Antic Testament de la Peshitta per representar el tetragrama. De Marya/Moryo deriva la forma Mara/Moro, emprada per referir-se a Jesús. Tot i que Mara/Moro és clarament una forma derivada de Marya/Moryo i, en última instància, té arrels en el semític comú, existeix una etimologia fantasiosa donada pels lèxics siríacs més antics, en que es considera el terme un acrònim:
- ܡ de ܡܪܘܬܐ, māruṯā, ‘senyoria’[5]
- ܪ de ܪܒܘܬܐ, rabbuṯā, ‘majestat’[6]
- ܝ ܐ de ܐܝܬܝܐ, iṯyā, ‘auto-existència’[7]

## En el judaisme
En hebreu misnàic o del Talmud, aquest mot arameu es pronuncia «mar» (hebreu: מָר‎) i s'utilitza com un tractament formal per referir-se a qualsevol home, equivalent a «senyor». Mar va ser també el tractament honorífic donat als exilarques o caps de la diàspora jueva a Babilònia, una mostra més dels molts trets culturals compartits entre els jueus de parla aramea i els cristians siríacs. Dins del Talmud, Mar és el nom amb què és conegut Tabyomi, un important rabí babiloni del segle v.
En hebreu modern d'Israel, Mar s'utilitza per a qualsevol home, equivalent a «senyor» en català. Tanmateix, en cercles rabínics de jueus de l'Orient Mitjà, la variant aramea Maran (arameu: מָרָן, ‘nostre senyor’) encara és un títol exclusiu de rabins molt apreciats, com ara Ovadia Yosef, líder espiritual del partit Xas.

## En el mandaisme
Dins del mandaisme i en llengua mandea, una varietat aramea oriental, el terme Mara també s'empra per referir-se a la divinitat única, Hayyi Rabbi, ‘la Gran Vida’: ࡌࡀࡓࡀ ࡖࡓࡀࡁࡅࡕࡀ, Mara ḏ-Rabuta, ‘Senyor de la Grandesa’ o ‘el Gran Senyor’.